# Gheorgheni

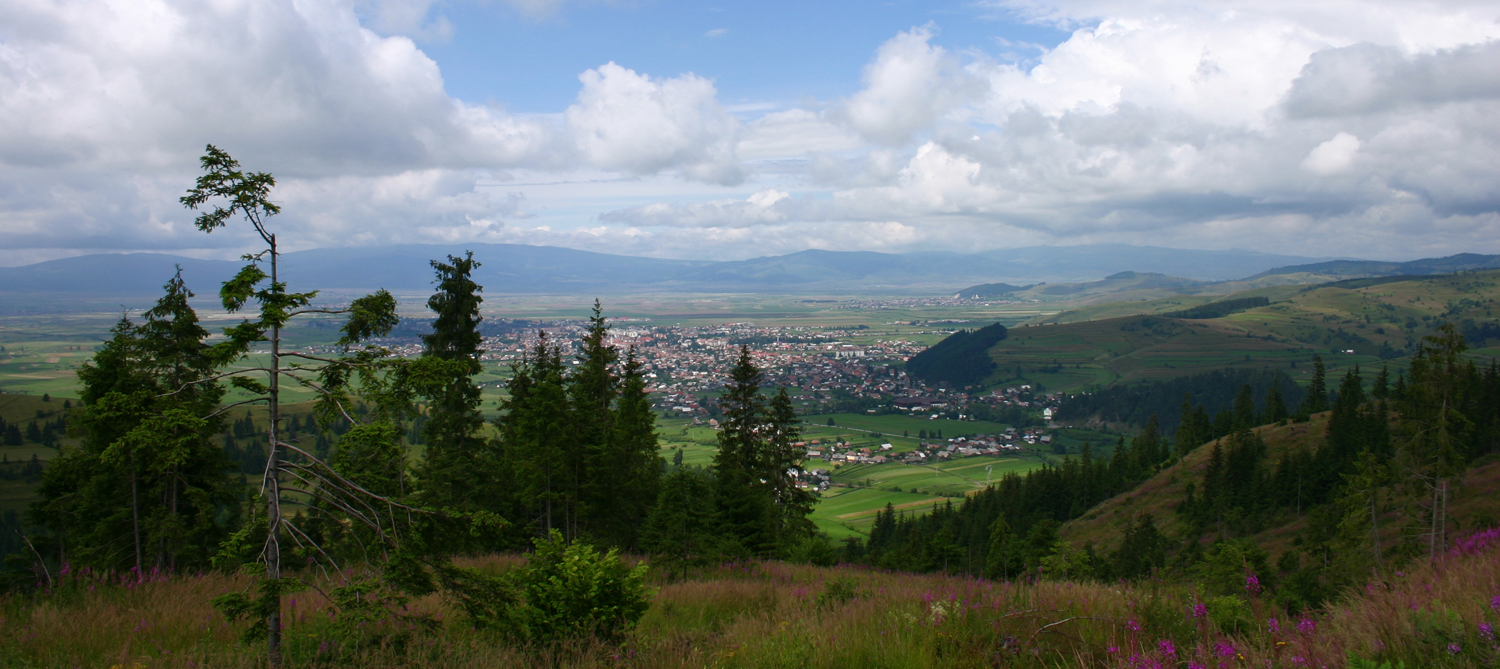

Gheorgheni é uma cidade e município da Roménia com 21.245 habitantes, localizada no distrito de Harghita.